# Шоу, Эдди
Эдди Шоу (англ. Eddie Shaw; 20 марта 1937, Стрингтаун, Миссисипи, США — 29 января 2018, Чикаго, Иллинойс, США) — американский блюзовый саксофонист, певец, автор песен. Лауреат Blues Music Awards в номинации  «Блюзовый инструменталист — духовые» (2006, 2007, 2011, 2013, 2014), номинант Blues Music Awards в номинациях «Блюзовый инструменталист — духовые»/«Блюзовый инструменталист — иной» (1998, 2001—2004, 1999, 2010), «DVD» (2010)/ Член Зала славы блюза (2014). Лидер группы Хаулина Вулфа Wolf Gang с 1972 года. Один из немногих саксофонистов, когда-либо построивших прочную карьеру, возглавляя блюзовую группу. Отец актёра Стэна Шоу.

## Биография
Эдди Шоу родился в Стрингтауне, штат Миссисипи в 1937 году, в семье церковного дьякона и певицы госпела. но рос близ Гринвилла. Начал учиться играть на тромбоне и кларнете, играл в группе Coleman High School, затем начал играть на саксофоне на танцах и в клубах с группой Green Tops.
В подростковом возрасте Эдди Шоу уже играл на тенор-саксофоне с местными блюзовыми музыкантами, в том числе с такими как Литтл Милтон и Элмор Джеймс, в возрасте 14 лет он сыграл на джем-сейшене с группой Айка Тернера. По окончании школы начал обучение в Миссисипском профессиональном колледже (ныне Университет штата Миссисипи) в Итта-Бине. До 1957 года Эдди Шоу играл, присоединяясь к другим музыкантам и группах в городских джамп-блюзовых группах где были секции духовых инструментов из четырех или пяти человек.
В 1957 году на концерте в Итта Бине его увидел Мадди Уотерс и пригласил его сначала выступить с ним, а потом присоединиться к своей чикагской группе. В группе Уотерса Эдди Шоу разделил позицию тенор-саксофона с Эй Си Ридом, и провёл несколько месяцев в гастролях, но разочаровавшись в своей роли в группе, покинул Мадди не явившись на концерт, и в тот же день был приглашён поиграть Хаулином Вулфом. Затем Шоу на некоторое время вернулся в Миссисипи, после чего навсегда осел в Чикаго. В Чикаго он обнаружил, что его роль на сцене стала не такой, как в Миссисипи: теперь обычно он был единственным исполнителем на духовых в группе, и больше не имел секционных аранжировок или коротких, заранее написанных партий для исполнения. Но Эдди Шоу приспособился к новым требованиям, и стал играть как солист. В основном он работал как сайдмен с различными музыкантами, которые его приглашали для записей или выступлений. Среди них были такие исполнители, как Вилли Диксон, Мэджик Сэм (с которым он записал три альбома в 1960-х), Джимми Доукинс, Хьюберт Самлин и многие другие. Он также получил известность как автор песен и аранжировщик. В 1970 году осуществил аранжировку материала альбома Хаулина Вулфа The London Howlin' Wolf Sessions, записанном в Лондоне с участием таких музыкантов, как Эрик Клэптон, Билл Уаймен, Ринго Старр, Иэн Стюарт, Чарли Уоттс, Стив Уинвуд, Клаус Форман.
В 1972 году он постоянно присоединился к Хаулину Вулфу, возглавив его группу Wolf Gang и написав половину песен для The Back Door Wolf (1973). После смерти певца в 1976 году он взял на себя руководство группой. Шоу возглавлял группу на Living Chicago Blues Vol. 1 и Have Blues – Will Travel (1980). Сольная карьера Шоу в звукозаписи началась в конце 1970-х годов с появления в легендарной антологии Living Chicago Blues Vol. 1 (1978) лейбла Alligator Records, и в 1982 году Эдди Шоу записал свой дебютный альбом на Evidence Records. 
С 1980-х регулярно записывался как самостоятельно, так и как сайдмен, например с Санниленд Слимом, Джорджем Торогудом, Шуга Блу. С 1998 по 2014 год собрал многочисленное количество номинаций Blues Music Awards как лучший блюзовый исполнитель на духовых инструментах, и пять раз стал лауреатом этой награды. В 2014 году введён в Зал славы блюза. Лауреат премии Blues Blast Magazine за жизненные достижения (2013).
Один из его сыновей, Эдди «Ваан» Шоу-младший (род. 6 ноября 1955), также блюзмен, записавший два альбома. Он работал с Wolf Gang, и играл на некоторых записях своего отца, используя уникальную трёхгрифовую гитару Fender. 
Шоу умер в январе 2018 года в Чикаго естественной смертью в возрасте 80 лет. 
«Эдди Шоу приносил свой густой, пропитанный блюзом саксофон поклонникам блюза на протяжении пятидесяти лет, тридцать из них в качестве лидера группы и вокалиста». 
«В городе [Чикаго], где блюзовая музыкальная традиция не похожа ни на одну другую, музыканту было трудно выделиться, если только он не играет на гитаре или губной гармошке. Когда дело доходит до саксофонистов, одно имя на протяжении десятилетий занимает первое место в списке. Мускулистый тон и жёсткий стиль Эдди Шоу олицетворяют сырое блюзовое звучание клубов на западной стороне Чикаго с тех пор, как он впервые приехал туда в 1957 году».
«Влияние Эдди Шоу на жанр блюза огромно. Как саксофонист, он привнес уникальный джазовый колорит в электрический блюз, смешав традиционные блюзовые структуры с новаторскими импровизациями».
По словам саксофониста Сакса Гордона, оригинальность стиля Шоу заключалась в его «уникальной фразировке» 

## Дискография

### Сольно или с группой Wolf Gang
- 1977: Have Blues Will Travel (Simmons Records)
- 1982: Movin' and Groovin' Man (Evidence)
- 1986: King of the Road (Rooster Blues)
- 1992: In the Land of the Crossroads (Rooster Blues)
- 1995: Home Alone (Wolf)
- 1996: The Blues Is Nothing but Good News! (Wolf)
- 1997: Can't Stop Now (Delmark Records)
- 1999: Too Many Highways (Wolf)
- 2001: Papa Told Me (North Atlantic Blues Records)
- 2004: Fanny Mae Jones (Stringtown Records)
- 2005: Give Me Time (Wolf)[9]
- 2012: Still Riding High, как Eddie Shaw and the 757 Allstars (Stringtown)

### С Хаулином Вулфом
- The Real Folk Blues (Chess, 1956-64 [1965])
- Live and Cookin' (Chess, 1972)
- The Back Door Wolf (Chess, 1973)

### С Мэджиком Сэмом
- Magic Sam Live (Delmark, 1963/64 [1981])
- The Magic Sam Legacy (Delmark, 1967/68 [1989])
- Rockin' Wild in Chicago (Delmark, 1963/64 [2002])